# Élections législatives de 1997 dans l'Ariège
Les élections législatives françaises de 1997 se déroulent les 25 mai et 1er juin 1997. Dans le département de l'Ariège, deux députés sont à élire dans le cadre de deux circonscriptions.

## Élus
| Circonscription | Député sortant     | Parti | Parti     | Député élu ou réélu | Parti | Parti |
| --------------- | ------------------ | ----- | --------- | ------------------- | ----- | ----- |
| 1re             | Augustin Bonrepaux |       | PS        | Augustin Bonrepaux  |       | PS    |
| 2e              | André Trigano      |       | UDF (Rad) | Henri Nayrou        |       | PS    |

## Résultats

### Résultats à l'échelle du département
| Parti          | Parti                               | Premier tour | Premier tour | Second tour | Second tour | Sièges |
| Parti          | Parti                               | Voix         | %            | Voix        | %           | Sièges |
| -------------- | ----------------------------------- | ------------ | ------------ | ----------- | ----------- | ------ |
|                | Parti socialiste                    | 29 881       | 40,80        | 48 239      | 65,06       | 2      |
|                | Parti communiste français           | 8 927        | 12,19        |             |             | 0      |
|                | Les Verts                           | 2 945        | 4,02         | 0           |             |        |
|                | Divers gauche                       | 1 638        | 2,24         | 0           |             |        |
|                | Gauche plurielle                    | 43 391       | 59,25        | 48 239      | 65,06       | 2      |
|                |                                     |              |              |             |             |        |
|                | Union pour la démocratie française  | 10 504       | 14,34        | 15 490      | 20,89       | 0      |
|                | Rassemblement pour la République    | 6 621        | 9,04         | 10 412      | 14,04       | 0      |
|                | La Droite indépendante              | 1 626        | 2,22         |             |             | 0      |
|                | Droite parlementaire                | 18 751       | 25,60        | 25 902      | 34,94       | 0      |
|                |                                     |              |              |             |             |        |
|                | Front national                      | 6 874        | 9,39         |             |             | 0      |
|                | Divers écologiste dont LT-LNÉ et GÉ | 2 428        | 3,32         | 0           |             |        |
|                | Extrême gauche dont LCR et LO       | 1 276        | 1,74         | 0           |             |        |
|                | Divers                              | 515          | 0,70         | 0           |             |        |
|                |                                     |              |              |             |             |        |
| Inscrits       | Inscrits                            | 105 955      | 100,00       | 105 936     | 100,00      | 2      |
| Abstentions    | Abstentions                         | 28 851       | 27,23        | 26 663      | 25,17       |        |
| Votants        | Votants                             | 77 104       | 72,77        | 79 273      | 74,83       |        |
| Blancs et nuls | Blancs et nuls                      | 3 869        | 5,02         | 5 132       | 6,47        |        |
| Exprimés       | Exprimés                            | 73 235       | 94,98        | 74 141      | 93,53       |        |

### Résultats par circonscription

#### Première circonscription (Foix)
| Candidat       | Candidat                         | Parti          | Premier tour | Premier tour | Second tour | Second tour |  |
| Candidat       | Candidat                         | Parti          | Voix         | %            | Voix        | %           |  |
| -------------- | -------------------------------- | -------------- | ------------ | ------------ | ----------- | ----------- |  |
|                | Augustin Bonrepaux sortant réélu | PS             | 15 729       | 44,48        | 24 185      | 69,9        |  |
|                | Henri de Tappie                  | RPR            | 6 621        | 18,72        | 10 412      | 30,1        |  |
|                | Lyliane Cassan                   | PCF            | 4 323        | 12,22        |             |             |  |
|                | Georges Mesplie                  | FN             | 3 523        | 9,96         |             |             |  |
|                | Françoise Matricon               | Les Verts      | 1 710        | 4,84         |             |             |  |
|                | Didier Soulet                    | LO             | 928          | 2,62         |             |             |  |
|                | Jean Darnaud                     | LDI (CNIP)     | 806          | 2,28         |             |             |  |
|                | Jean-Luc Torrecillas             | US4J           | 645          | 1,82         |             |             |  |
|                | Gisèle Garaud                    | LT-LNÉ         | 612          | 1,73         |             |             |  |
|                | Serge Gerbaudi                   | IR             | 346          | 0,98         |             |             |  |
|                | Jean-Jacques Graulle             | Divers gauche  | 122          | 0,34         |             |             |  |
|                |                                  |                |              |              |             |             |  |
| Inscrits       | Inscrits                         | Inscrits       | 52 399       | 100,00       | 52 387      | 100,00      |  |
| Abstentions    | Abstentions                      | Abstentions    | 14 994       | 28,62        | 14 972      | 28,58       |  |
| Votants        | Votants                          | Votants        | 37 405       | 71,38        | 37 415      | 71,42       |  |
| Blancs et nuls | Blancs et nuls                   | Blancs et nuls | 2 040        | 5,45         | 2 818       | 7,53        |  |
| Exprimés       | Exprimés                         | Exprimés       | 35 365       | 94,55        | 34 597      | 92,47       |  |

#### Deuxième circonscription (Pamiers)
| Candidat       | Candidat              | Parti             | Premier tour | Premier tour | Second tour | Second tour |  |
| Candidat       | Candidat              | Parti             | Voix         | %            | Voix        | %           |  |
| -------------- | --------------------- | ----------------- | ------------ | ------------ | ----------- | ----------- |  |
|                | Henri Nayrou élu      | PS                | 14 152       | 37,37        | 24 054      | 60,83       |  |
|                | André Trigano sortant | UDF (Rad)         | 10 504       | 27,74        | 15 490      | 39,17       |  |
|                | Josée Souque          | PCF               | 4 604        | 12,16        |             |             |  |
|                | Étienne Daure         | FN                | 3 351        | 8,85         |             |             |  |
|                | Jean-Charles Sutra    | Les Verts         | 1 235        | 3,26         |             |             |  |
|                | Michel Andrieu        | Divers écologiste | 1 206        | 3,18         |             |             |  |
|                | Jacques Salomon       | LDI (MPF)         | 820          | 2,17         |             |             |  |
|                | Jean-Claude Barioulet | GÉ                | 610          | 1,61         |             |             |  |
|                | Jacques Pince         | Régionaliste (PO) | 515          | 1,36         |             |             |  |
|                | Patrice Soulié        | LCR               | 348          | 0,92         |             |             |  |
|                | Luc Constant          | US4J              | 347          | 0,92         |             |             |  |
|                | Yves Cossic           | IR                | 178          | 0,47         |             |             |  |
|                |                       |                   |              |              |             |             |  |
| Inscrits       | Inscrits              | Inscrits          | 53 556       | 100,00       | 53 549      | 100,00      |  |
| Abstentions    | Abstentions           | Abstentions       | 13 857       | 25,87        | 11 691      | 21,83       |  |
| Votants        | Votants               | Votants           | 39 699       | 74,13        | 41 858      | 78,17       |  |
| Blancs et nuls | Blancs et nuls        | Blancs et nuls    | 1 829        | 4,61         | 2 314       | 5,53        |  |
| Exprimés       | Exprimés              | Exprimés          | 37 870       | 95,39        | 39 544      | 94,47       |  |